# Hans Schmithals
Félix Hans Ernst Schmithals (Kreuznach, Alemanya, 1878 - Múnic 1964) fou un pintor i artista decoratiu alemany. Tot i que va treballar com a pintor només uns pocs anys, se'l considera un important impulsor de la transició entre l'Art Nouveau i la pintura abstracta, així com un dels principals animadors del desenvolupament de l'abstracció a Múnic.
La seva trajectòria ha estat comparada a la d'artistes de renom com ara Vasily Kandinsky o Franz Marc. Va ser alumne de l'artista modernista Hermann Obrist, el qual, en la mateixa època, havia creat escultures abstractes.
Schmithals va explorar l'espai entre dos mons: el de les belles arts i el del disseny. Ja en 1900, pintava composicions donant forma a plantes i onades que bé es podien considerar com a obres abstractes. Les seves pintures, però, desafien la categorització en funció de l'estil: abstracció ornamental o tendència cap a la no-representació? La seva faceta d'artista decoratiu el va portar a dissenyar tot tipus d'objectes incloent joies i catifes, a vegades inspirades en motius del segle xviii o en l'art Rococó. Algunes fotografies d'aquests treballs es van publicar a la revista alemanya de disseny Dekorative Kunst en 1914.
Schmithals va abandonar la pintura en diverses ocasions. Amb l'esclat de la Primera Guerra Mundial la seva obra va caure en l'oblit i no va tornar a pintar fins als anys 40. Moltes de les seves obres del període comprés entre 1902 i 1914 es van perdre o van ser destruïdes durant la guerra.
A Múnic va tenir un estudi on treballava en la producció tant d'obres d'art com de disseny comercial. Per desgràcia, l'estudi va ser destruït durant la Segona Guerra Mundial, igual que molts dels seus treballs d'art.
En 2014 el museu Schloßparkmuseum (Bad Kreuznach, Alemanya) va dedicar a l'artista una exposició retrospectiva en la qual es mostraven obres dels seus principals períodes, algunes d'elles cedides per la família. La germana de Hans Schmithals va ser la fotògrafa Nelli Schmithals.